# C'est dur d'être un homme : Marions-les
Série C'est dur d'être un homme
C'est dur d'être un homme : Priez pour nous Tora-san
(1983) C'est dur d'être un homme : Amour interdit
(1984)
Pour plus de détails, voir Fiche technique et Distribution.
C'est dur d'être un homme : Marions-les (男はつらいよ 夜霧にむせぶ寅次郎, Otoko wa tsurai yo: Yogiri ni musebu Torajirō) est un film japonais réalisé par Yōji Yamada et sorti en 1984. C'est le 33e film de la série C'est dur d'être un homme.

## Fiche technique
- Titre : C'est dur d'être un homme : Marions-les[1]
- Titre original : 男はつらいよ 夜霧にむせぶ寅次郎 (Otoko wa tsurai yo: Yogiri ni musebu Torajirō?)
- Réalisation : Yōji Yamada
- Scénario : Yōji Yamada et Yoshitaka Asama
- Photographie : Tetsuo Takaha (ja)
- Montage : Iwao Ishii (ja)
- Musique : Naozumi Yamamoto
- Décors : Mitsuo Degawa
- Producteur : Kiyoshi Shimazu et Shigehiro Nakagawa
- Société de production : Shōchiku
- Pays de production :  Japon
- Langue originale : japonais
- Format : couleur — 2,35:1 — 35 mm — son mono
- Genres : comédie dramatique ; romance
- Durée : 102 minutes[2] (métrage : huit bobines - 2 779 m[2])
- Dates de sortie :
  - Japon : 4 août 1984[2]

## Distribution
- Kiyoshi Atsumi : Torajirō Kuruma / Tora-san
- Chieko Baishō : Sakura Suwa, sa demi-sœur
- Masami Shimojō (ja) : Ryūzō Kuruma, son oncle
- Chieko Misaki (ja) : Tsune Kuruma, sa tante
- Gin Maeda (en) : Hiroshi Suwa, le mari de Sakura
- Hidetaka Yoshioka : Mitsuo Suwa, le fils de Sakura et de Hiroshi
- Rie Nakahara (ja) : Fuko Kogure / Mari (rêve de Tora-san)
- Tsunehiko Watase : Tony
- Taisaku Akino (ja) : Noboru Kawamata
- Kana Nakagawa : sa femme
- Akira Hitomi (ja) : le barbier à Kushiro
- B-saku Satō (ja) : Eisaku Fukuda
- Takeshi Katō : Kingo
- Kan'ichi Tani (ja) : Kuroda
- Keiroku Seki (ja) : un colporteur à Nemuro
- Hisao Dazai (ja) : Umetarō Katsura, le voisin imprimeur
- Jun Miho : Akemi, la fille d'Umetarō Katsura
- Sayoko Makino (ja) : Yukari, la secrétaire du « président » Umetarō Katsura
- Gajirō Satō (ja) : Genko
- Chishū Ryū : Gozen-sama, le grand prêtre